# Teresa Teofila Sobieska
Teresa Teofila Sobieska (ur. i zm. w październiku 1670 między Brukselą a Paryżem) – córka hetmana wielkiego koronnego i późniejszego króla polskiego Jana Sobieskiego i Marii Kazimiery d’Arquien.

## Życiorys
Dziewczynka przyszła na świat podczas podróży Marii Kazimiery do Paryża. Imiona dla niej wybrał ojciec – Jan Sobieski, który nie był obecny przy porodzie. O narodzinach dziecka dowiedział się od księży z otoczenia Stanisława Jabłonowskiego. Teresa Teofila była bardzo wątła i chorowita, nie dawano jej większych szans na przeżycie. Jan w listach do żony niepokoił się o zdrowie córeczki. Dziecko zmarło podczas pobytu matki we Francji.